# Ipomopsis pringlei
Ipomopsis pringlei är en blågullsväxtart som först beskrevs av Samuel Frederick Gray, och fick sitt nu gällande namn av J. Henrickson. Ipomopsis pringlei ingår i släktet Ipomopsis och familjen blågullsväxter. Inga underarter finns listade i Catalogue of Life.